# Silpaktjärnarna (Jokkmokks socken, Lappland, 740272-169420)
Silpaktjärnarna är en sjö i Jokkmokks kommun i Lappland och ingår i Luleälvens huvudavrinningsområde.